# Comuna Borșciv, Peremîșleanî
Borșciv (în ucraineană Борщів) este o comună în raionul Peremîșleanî, regiunea Liov, Ucraina, formată din satele Borșciv (reședința), Ladanți, Pneatîn și Vîpîskî.

## Demografie
Componența lingvistică a comunei Borșciv
     Ucraineană (99,96%)
Conform recensământului din 2001, majoritatea populației comunei Borșciv era vorbitoare de ucraineană (99,96%), existând în minoritate și vorbitori de alte limbi.